# Salaheddine Bahi
Salaheddine Bahi (Azemmour, 1 januari 1994) is een Marokkaanse voetballer die bij voorkeur als middenvelder speelt. Hij verruilde in 2019 Raja Casablanca voor FAR Rabat.

## Erelijst
| CAF Confederation Cup | 1x | 2018 |